# اتحادیه دارگاهپور
اتحادیه دارگاهپور (به لاتین: Dargahpur Union) یک منطقهٔ مسکونی در بنگلادش است که در Assasuni Upazila واقع شده‌است.
 اتحادیه دارگاهپور ۳۰٫۳۶ کیلومتر مربع مساحت و ۲۴٬۰۰۰ نفر جمعیت دارد.